# Paranilothauma strebulosa
Paranilothauma strebulosa är en tvåvingeart som beskrevs av Adam och Ole Anton Saether 2000. Paranilothauma strebulosa ingår i släktet Paranilothauma och familjen fjädermyggor.
Artens utbredningsområde är Costa Rica. Inga underarter finns listade i Catalogue of Life.